# Потърсвил
Потърсвил (на английски: Pottersville) е населено място в окръг Съмърсет, Ню Джърси, Съединени американски щати. Намира се на 45 km западно от Нюарк. Населението му е около 340 души (2000).
В Потърсвил е родена писателката Хариет Адамс (1892 – 1982).
1. ↑  data.census.gov //   Посетен на 1 януари 2022 г.